# Ósmy marca
Ósmy marca – debiutancki album polskiego zespołu Verba, wydany 8 marca 2005 roku. Płytę promują single „Nic więcej” i „Pamiętasz”. Wydawnictwo sprzedało się bardzo dobrze, dzięki niemu zespół zdobył dużą popularność (został m.in. nazwany „następcami” Jeden Osiem L).
Nagrania dotarły do 13. miejsca listy OLiS.

## Recenzja
Na płycie wykorzystano kompozycje instrumentów klawiszowych, na których od dzieciństwa gra Bartłomiej Kielar. Jest ona również przesycona dużą ilością brzmień fortepianów, skrzypiec, gitar akustycznych i instrumentów dętych, dzięki czemu występuje tu różnorodność melodii i brzmień. Tematy zawarte na płycie poruszają sprawy codziennego życia, uczuć, spostrzeżeń związanych z przeżyciami autorów. Według muzyków przekaz płyty charakteryzuje szczerość, otwartość i realizm.

W założeniu cała płyta miała być prawdziwa i życiowa, więc zrobiliśmy wszystko, aby ostatecznie nie utracić wartości przekazu.

{{Cytat}} Gołe linki: "źródło".

## Lista utworów
1. „Wejście” - 0:40
2. „Wiem jak to jest” - 3:32
3. „Wielkopolska razem” - 3:15
4. „Nic więcej” - 3:27
5. „Nietrudno o banał” - 3:15
6. „Polskie gwiazdy” - 3:31
7. „Aby zrozumieć” - 3:43
8. „Twoja seksualność” - 3:54
9. „Bounce” - 3:19
10. „www.blok.pl” - 2:27
11. „Muszę z tym żyć” - 3:32
12. „Chora miłość” - 3:02
13. „Przed siebie” - 3:24
14. „Pamiętasz” - 3:07
15. „Tancerka” - 3:00
16. „Młode wilki” - 3:13
17. „Zza brudnej szyby” - 3:16
18. „Chcę tam być” - 3:06
19. „Noc mówi dobranoc” - 3:23
20. „Wyjście” - 1:33